# Corydalis tianzhuensis
Corydalis tianzhuensis är en vallmoväxtart som beskrevs av M.S. Yan och C.J. Wang. Corydalis tianzhuensis ingår i släktet nunneörter, och familjen vallmoväxter. Inga underarter finns listade i Catalogue of Life.